# Alice Ayres
Alice Ayres (Isleworth, 12 settembre 1859 – Southwark, 26 aprile 1885) è stata una bambinaia inglese ricordata per il coraggio con cui salvò i bambini a lei affidati da un incendio.

## Biografia
La Ayres accudiva i bambini della famiglia del cognato e della sorella, Henry e Mary Ann Chandler che possedevano un negozio di pitture nel borgo londinese di Southwark e abitavano sopra di esso. Nel 1885 scoppiò un incendio nel negozio e la Ayres salvò tre delle sue nipoti dall'edificio in fiamme, prima di cadere da una finestra e morire per le lesioni subite.
La Gran Bretagna, sulla scia della rivoluzione industriale, viveva un periodo di grandi cambiamenti sociali in cui cresceva rapidamente l'attenzione per le classi sociali più povere. La morte della Ayres suscitò un grande interesse nell'opinione pubblica, ed un gran numero di persone partecipò al suo funerale e contribuì a finanziare un monumento in sua memoria. Il suo sacrificio fu osannato da una vera e propria "canonizzazione laica", ampiamente rappresentato dalla cultura popolare e citato come modello, anche se molto poco si sapeva della sua vita. Vari movimenti sociali e politici sfruttarono la figura della donna come esempio dei valori sostenuti dai rispettivi movimenti. Le circostanze della sua morte furono distorte così da dare l'impressione che si fosse sacrificata per la famiglia del suo datore di lavoro e non piuttosto che per il bene dei bambini ai quali era strettamente legata. Nel 1902 il suo nome fu aggiunto al Memorial to Heroic Self-Sacrifice (monumento in memoria di chi è morto per salvare la vita di altri) e nel 1936 una strada nei pressi del luogo dell'incendio fu ribattezzata Ayres Street in suo onore.
L'attenzione sul caso di Alice Ayres è stato rinnovato con l'uscita dell'opera teatrale Closer di Patrick Marber del 1997 e del film del 2004 Closer ad essa ispirato. Un elemento importante della trama del film ruota attorno a un personaggio che costruisce la propria identità sulla descrizione della Ayres; alcune scene sono proprio girate intorno al Memorial to Heroic Self-Sacrifice.